# Suy luận giả định

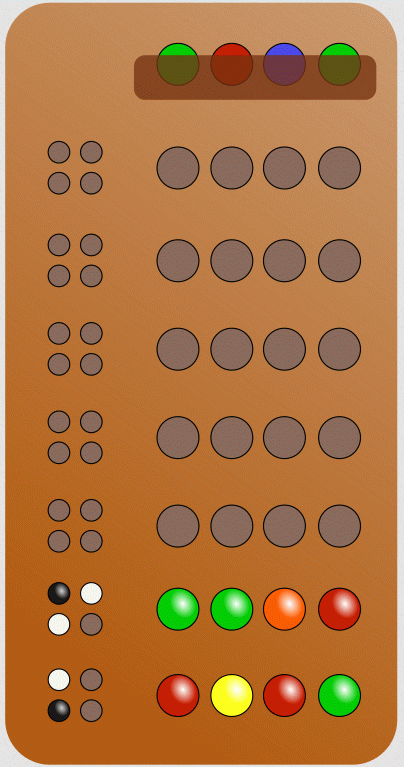
Người chơi Mastermind sử dụng suy luận giả định để đoán màu sắc bí mật (trên) từ các kết quả sai lệch (góc dưới bên trái) dựa trên các phỏng đoán (góc dưới bên phải).

Suy luận giả định (còn có tên gọi khác là tinh đoán, suy luận giả thuyết, suy luận hồi tố) là một cách suy luận logic nhằm tìm ra câu trả lời đơn giản và có khả năng nhất từ những gì chúng ta quan sát thấy. Phương pháp này được nhà triết học và nhà logic học người Mỹ Charles Sanders Peirce nghĩ ra và phát triển vào cuối thế kỷ 19.
Suy luận giả định khác với suy luận suy diễn vì nó đưa ra kết luận có thể xảy ra, nhưng không đảm bảo chắc chắn. Kết luận giả định không loại bỏ hết sự không chắc chắn, nên đôi khi chúng ta dùng các cụm từ như "tốt nhất hiện có" hoặc "có khả năng nhất" để mô tả nó. Trong khi suy luận quy nạp rút ra những kết luận chung cho nhiều tình huống, thì suy luận giả định chỉ tập trung vào những gì đã quan sát được.
Vào những năm 1990, khi máy tính phát triển mạnh mẽ, các lĩnh vực như pháp lý, khoa học máy tính và trí tuệ nhân tạo đã làm cho người ta quan tâm đến suy luận giả định trở lại. 
Nhiều hệ thống chuyên gia chẩn đoán hiện đại sử dụng suy luận giả định.

## Suy diễn, quy nạp và giả định

### Suy diễn
Suy luận suy diễn cho phép suy ra {\displaystyle b} từ {\displaystyle a} chỉ khi {\displaystyle b} là kết quả hợp lý từ {\displaystyle a}. Nói một cách đơn giản, suy diễn rút ra điều sẽ xảy ra dựa trên điều đã biết. Khi điều đã biết là đúng, suy luận suy diễn đảm bảo rằng kết quả cũng sẽ đúng. Ví dụ, nếu chúng ta biết rằng "Wiki có thể được chỉnh sửa bởi bất kỳ ai" ({\displaystyle a_{1}}) và "Wikipedia là một wiki" ({\displaystyle a_{2}}), thì chúng ta có thể suy ra rằng "Wikipedia có thể được chỉnh sửa bởi bất kỳ ai" ({\displaystyle b}).

### Quy nạp
Suy luận quy nạp là quá trình rút ra một kết luận chung {\displaystyle b} từ những điều đã biết {\displaystyle a}. Kết luận này không nhất thiết phải là kết quả chắc chắn từ {\displaystyle a}, nhưng nó vẫn là lý do rất tốt để tin vào {\displaystyle b}. Ví dụ, nếu biết rằng 95% số voi có màu xám, và Louise là một con voi, thì ta có thể quy nạp rằng Louise có màu xám. Tuy nhiên, điều này không hoàn toàn chắc chắn: có 5% khả năng kết luận này sai.
Mặc dù dữ liệu thống kê có thể được dùng để đưa ra suy luận, không phải lúc nào cũng là suy luận quy nạp. Ví dụ, nếu một người chỉ quan sát thấy thiên nga màu trắng, họ có thể giả định rằng tất cả các con thiên nga đều màu trắng. Kết luận này là giải thích tốt nhất cho những gì họ quan sát, nhưng không chắc chắn đúng. (Thực tế là có một số thiên nga có màu đen.)

### Giả định
Suy luận giả định cho phép chúng ta suy ra {\displaystyle a} là nguyên nhân của {\displaystyle b}. Vì vậy, giả định giúp ta đi ngược lại và suy ra điều gì đã gây ra điều đã xảy ra. Suy luận suy diễn và suy luận giả định khác nhau ở chỗ một cái suy ra điều gì sẽ xảy ra từ điều đã biết, còn cái kia suy ra điều gì đã xảy ra từ kết quả. Ví dụ, trong một trò chơi bi-da, sau khi thấy quả bóng số tám di chuyển, ta có thể suy luận giả định rằng quả bóng trắng đã đánh trúng quả bóng số tám. Việc đánh trúng của quả bóng trắng giải thích cho sự di chuyển của quả bóng số tám. Đây là giả thuyết giải thích tốt nhất cho quan sát của chúng ta. Dù có nhiều lời giải thích khác, giả định không đảm bảo chính xác nhưng vẫn hữu ích, giúp chúng ta hiểu rõ tình huống hơn. Suy luận giả định rất có ích trong thống kê Bayes khi được sử dụng đúng cách.
Người ta có thể hiểu suy luận giả định như là suy luận để tìm ra lời giải thích tốt nhất, mặc dù không phải tất cả các trường hợp sử dụng thuật ngữ giả định và suy luận để giải thích tốt nhất đều tương đương nhau.

## Các mô hình hóa của suy luận giả định

### Giả định dựa trên logic
Trong logic, việc giải thích một vấn đề được thực hiện bằng cách sử dụng một lý thuyết logic {\displaystyle T} đại diện cho một lĩnh vực và một tập các quan sát {\displaystyle O}. Suy luận giả định là quá trình tìm ra một nhóm các giải thích cho {\displaystyle O} dựa trên {\displaystyle T} và chọn ra một giải thích từ nhóm đó. Để một giải thích {\displaystyle E} có thể giải thích được {\displaystyle O} theo {\displaystyle T}, nó cần thỏa mãn hai điều kiện:
- {\displaystyle O} có thể được tạo ra từ {\displaystyle E} và {\displaystyle T};
- {\displaystyle E} không được mâu thuẫn với {\displaystyle T}.

Trong logic hình thức, {\displaystyle O} và {\displaystyle E} được coi là các tập hợp các ký hiệu. Hai điều kiện để {\displaystyle E} là một giải thích của {\displaystyle O} theo lý thuyết {\displaystyle T} được diễn đạt như sau:
{\displaystyle T\cup E\models O;}
{\displaystyle T\cup E} không mâu thuẫn.
Trong số các giải thích {\displaystyle E} thỏa mãn hai điều kiện này, thông thường người ta sẽ chọn ra giải thích tốt nhất, loại bỏ những dữ kiện không cần thiết (những thứ không giúp giải thích {\displaystyle O}). Giả định là quá trình chọn ra một giải thích từ nhóm {\displaystyle E}. Các tiêu chí để chọn ra giải thích "tốt nhất" bao gồm sự đơn giản, khả năng xảy ra của giải thích, hoặc mức độ giải thích tốt mà nó cung cấp.
Một phương pháp chứng minh giả định dựa trên logic bậc nhất cổ điển đã được đề xuất, sử dụng phương pháp tính toán bảng tableau và một phương pháp khác đối ngược, cũng dựa trên bảng phân tích. Các phương pháp này đảm bảo tính chính xác và đầy đủ cho toàn bộ logic bậc nhất mà không cần phải giảm công thức về dạng chuẩn. Các phương pháp này cũng đã được mở rộng cho logic mô thức.
Lập trình logic giả định là một khung lý thuyết tính toán, mở rộng lập trình logic thông thường với việc sử dụng giả định. Nó chia lý thuyết {\displaystyle T} thành hai phần: một phần là một chương trình logic thông thường dùng để suy luận ra {\displaystyle E}, và phần còn lại là một tập hợp các ràng buộc dùng để lọc các giải thích có thể có.

### Suy luận giả định tập hợp phủ
Một cách hình thức hóa khác của suy luận giả định dựa trên việc đảo ngược hàm tính toán các tác động có thể quan sát được của các giả thuyết. Một cách chính thức, chúng ta được cung cấp một tập hợp các giả thuyết {\displaystyle H} và một tập hợp các biểu hiện {\displaystyle M}; chúng được liên kết bởi kiến thức miền, được biểu diễn bởi một hàm {\displaystyle e} lấy một tập hợp các giả thuyết làm đối số và trả về tập hợp các biểu hiện tương ứng. Nói cách khác, với mỗi tập con của các giả thuyết {\displaystyle H'\subseteq H}, các tác động của chúng được biết là {\displaystyle e(H')}.
Suy luận giả định được thực hiện bằng cách tìm một tập hợp {\displaystyle H'\subseteq H} sao cho {\displaystyle M\subseteq e(H')}. Nói cách khác, suy luận giả định được thực hiện bằng cách tìm một tập hợp các giả thuyết {\displaystyle H'} sao cho các tác động của chúng {\displaystyle e(H')} bao gồm tất cả các quan sát {\displaystyle M}.
Một giả định phổ biến là các tác động của các giả thuyết độc lập với nhau, tức là, với mọi {\displaystyle H'\subseteq H}, nó thỏa mãn rằng {\displaystyle e(H')=\bigcup _{h\in H'}e(\{h\})}. Nếu điều kiện này được thỏa mãn, suy luận giả định có thể được coi là một hình thức của phép phủ tập hợp.

### Xác nhận suy luận giả định
Xác nhận suy luận giả định là việc kiểm tra xem một giả thuyết có đúng không dựa trên suy luận giả định. Điều này còn được gọi là lập luận thông qua cách tiếp cận từng bước. Theo cách này, một giả thuyết được coi là đúng nếu nó là cách giải thích tốt nhất cho những gì chúng ta đã biết. Giải thích tốt nhất thường là những giải thích đơn giản và rõ ràng (xem dao cạo Ockham). Phương pháp này thường được dùng khi các nhà khoa học đưa ra giả thuyết; hơn nữa, nhà triết học Peirce đã nói rằng suy luận giả định là một phần quan trọng trong cách con người suy nghĩ:
Nhìn ra ngoài cửa sổ vào một buổi sáng đẹp trời, tôi thấy một cây đỗ quyên đang nở hoa. Không, không phải vậy! Tôi không thực sự "thấy" nó, nhưng đó là cách tốt nhất để mô tả những gì tôi quan sát. Điều tôi thực sự thấy không phải là một câu nói hay một sự thật, mà chỉ là một hình ảnh trong tâm trí tôi, và tôi diễn đạt nó bằng lời nói. Những lời này là trừu tượng, nhưng những gì tôi thấy là cụ thể. Khi tôi diễn đạt những gì tôi thấy bằng một câu, đó là tôi đang thực hiện suy luận giả định. Toàn bộ kiến thức của chúng ta là một mạng lưới các giả thuyết được xác nhận và tinh chỉnh dần dần. Không thể có một bước tiến nhỏ nào trong việc hiểu biết mà không dựa trên suy luận giả định.

Peirce cũng đưa ra nguyên tắc rằng "Chúng ta không nên giải thích một sự kiện bằng một giả thuyết phức tạp hơn chính sự kiện đó; và trong số các giả thuyết, giả thuyết nào đơn giản nhất nên được chọn." Sau khi có một nhóm giả thuyết có thể giải thích được sự kiện, chúng ta dùng phương pháp xác nhận suy luận giả định để xác định giả thuyết nào có khả năng nhất nên được chọn.

### Suy luận giả định logic chủ quan
Logic chủ quan là một phiên bản mở rộng của logic xác suất. Nó thêm vào mức độ không chắc chắn mà chúng ta có thể cảm nhận được trong các yếu tố đầu vào. Điều này có nghĩa là thay vì chỉ dựa vào xác suất, người phân tích có thể diễn tả các lập luận như những quan điểm cá nhân của chính mình. Suy luận giả định trong logic chủ quan do đó là một mở rộng của suy luận giả định xác suất đã được mô tả trước đó.
Các yếu tố đầu vào trong logic chủ quan là những quan điểm mang tính cá nhân. Quan điểm này có thể là nhị phân nếu nó áp dụng cho biến có hai lựa chọn (như "đúng" hoặc "sai") hoặc nhiều hơn hai lựa chọn nếu biến có nhiều hơn hai lựa chọn. Một quan điểm chủ quan áp dụng cho một biến trạng thái {\displaystyle X} có các giá trị trong một miền {\displaystyle \mathbf {X} } (tức là một tập hợp các giá trị khác nhau mà biến {\displaystyle X} có thể nhận), và được ký hiệu là một bộ ba {\displaystyle \omega _{X}=(b_{X},u_{X},a_{X})\,\!}. Trong đó:
- {\displaystyle b_{X}\,\!} là mức độ tin tưởng (niềm tin) được phân bố trên miền {\displaystyle \mathbf {X} },
- {\displaystyle u_{X}\,\!} là mức độ không chắc chắn mà chúng ta cảm nhận được,
- {\displaystyle a_{X}\,\!} là tỷ lệ cơ sở, tức là những giả định ban đầu của chúng ta, được phân phối trên miền {\displaystyle \mathbf {X} }.

Các tham số này tuân theo quy tắc: {\displaystyle u_{X}+\sum b_{X}(x)=1\,\!} và {\displaystyle \sum a_{X}(x)=1\,\!}, cùng với {\displaystyle b_{X}(x),u_{X},a_{X}(x)\in [0,1]\,\!}. Điều này có nghĩa là tổng của mức độ tin tưởng và không chắc chắn phải bằng 1, và mỗi giá trị của niềm tin, không chắc chắn và tỷ lệ cơ sở đều nằm trong khoảng từ 0 đến 1.
Giả sử chúng ta có hai miền {\displaystyle \mathbf {X} } và {\displaystyle \mathbf {Y} }, với các biến tương ứng là {\displaystyle X} và {\displaystyle Y}. Tập hợp các quan điểm điều kiện {\displaystyle \omega _{X\mid Y}} là các quan điểm phụ thuộc vào điều kiện của {\displaystyle Y} (tức là có một quan điểm cho mỗi giá trị {\displaystyle y}), và {\displaystyle a_{Y}} là tỷ lệ cơ sở cho {\displaystyle Y}.
Dựa trên những tham số này, định lý Bayes chủ quan, với toán tử {\displaystyle \;{\widetilde {\phi }}}, sẽ tạo ra các điều kiện đảo ngược {\displaystyle \omega _{Y{\tilde {\mid }}X}} (tức là điều kiện về {\displaystyle Y} dựa trên {\displaystyle X}), và được diễn đạt như sau:
{\displaystyle \omega _{Y{\tilde {|}}X}=\omega _{X|Y}\;{\widetilde {\phi \,}}\;a_{Y}}.
Sử dụng các điều kiện đảo ngược này cùng với quan điểm {\displaystyle \omega _{X}}, suy diễn deduction chủ quan, ký hiệu bằng toán tử {\displaystyle \circledcirc }, có thể được sử dụng để suy luận giả định quan điểm biên {\displaystyle \omega _{Y\,{\overline {\|}}\,X}}. Phép toán cho sự suy luận giả định chủ quan được diễn đạt như sau:
{\displaystyle {\begin{aligned}\omega _{Y\,{\widetilde {\|}}\,X}&=\omega _{X\mid Y}\;{\widetilde {\circledcirc }}\;\omega _{X}\\&=(\omega _{X\mid Y}\;{\widetilde {\phi \,}}\;a_{Y})\;\circledcirc \;\omega _{X}\\&=\omega _{Y{\widetilde {|}}X}\;\circledcirc \;\omega _{X}\;.\end{aligned}}}
Ký hiệu toán học cho suy luận giả định chủ quan là "{\displaystyle {\widetilde {\|}}}", và toán tử cho suy luận Bayes chủ quan là "{\displaystyle {\widetilde {\phi \,}}}".
Ưu điểm của việc sử dụng suy luận giả định logic chủ quan so với suy luận giả định xác suất là cả sự không chắc chắn ngẫu nhiên và sự không chắc chắn về nhận thức đối với xác suất của lập luận đầu vào có thể được diễn tả rõ ràng và được xem xét trong quá trình phân tích. Điều này giúp chúng ta thực hiện phân tích giả định ngay cả khi lập luận không chắc chắn, dẫn đến các mức độ không chắc chắn trong các kết luận đầu ra.

## Lịch sử
Ý tưởng rằng nên ưu tiên các giải pháp đơn giản nhất và dễ hiểu nhất thay vì những giải pháp phức tạp đã có từ rất lâu. George Pólya trong cuốn sách về cách giải quyết vấn đề của mình đã trích dẫn câu châm ngôn tiếng Latin: simplex sigillum veri (đơn giản là dấu hiệu của chân lý).

### Giới thiệu và phát triển bởi Peirce

#### Tổng quan
Nhà triết học người Mỹ Charles Sanders Peirce đã đưa suy luận giả định vào logic hiện đại. Theo thời gian, ông đã gọi suy luận này bằng nhiều tên khác nhau như giả thuyết, suy luận giả định, giả định và phản dẫn. Ông xem đây là một phần của logic trong triết học, không phải là logic toán học hay logic thuần túy, và cuối cùng cũng liên quan đến kinh tế học.
Trong quá trình nghiên cứu khoa học, suy luận giả định và cả quy nạp thường được gộp lại thành một quá trình chung gọi là giả thuyết. Điều này giải thích tại sao trong phương pháp khoa học, từ thời Galileo và Bacon, giai đoạn suy luận giả định khi tạo ra giả thuyết thường được hiểu đơn giản là quy nạp. Đến thế kỷ XX, Karl Popper đã củng cố quan điểm này trong mô hình giả thuyết-diễn dịch, khi giả thuyết chỉ được xem như "một sự phỏng đoán". (theo tinh thần của Peirce). Tuy nhiên, khi xem quá trình hình thành giả thuyết, có thể thấy rằng sự "phỏng đoán" này thực ra đã trải qua quá trình kiểm tra và phát triển, trở thành một bước cần thiết để nó chính thức thành giả thuyết. Thực tế, nhiều suy luận giả định bị loại bỏ hoặc sửa đổi mạnh mẽ trước khi đạt đến giai đoạn này.
Trước năm 1900, Peirce cho rằng suy luận giả định là việc sử dụng một quy tắc đã biết để giải thích một quan sát. Ví dụ: có một quy tắc rằng, nếu trời mưa thì cỏ sẽ ướt; vì thế, khi thấy cỏ ướt, người ta "suy luận" rằng đã có mưa. Tuy nhiên, suy luận này có thể sai nếu có những quy tắc khác cũng có thể giải thích hiện tượng, ví dụ như cỏ ướt do sương. Đây vẫn là cách mà thuật ngữ "suy luận giả định" được sử dụng trong các khoa học xã hội và trong trí tuệ nhân tạo.
Peirce luôn mô tả suy luận giả định là loại suy luận giúp tạo ra giả thuyết bằng cách đưa ra một lời giải thích, mặc dù chưa chắc chắn, cho một quan sát rất lạ lùng hoặc bất ngờ. Ngay từ năm 1865, ông đã viết rằng tất cả các khái niệm về nguyên nhân và lực đều đạt được thông qua suy luận giả thuyết; và đến năm 1900, ông khẳng định rằng tất cả nội dung giải thích của các lý thuyết đều được xây dựng thông qua suy luận giả định. Dù vậy, ông cũng đã thay đổi quan điểm của mình về suy luận giả định qua nhiều năm.
Trong những năm sau đó, quan điểm của ông đã trở thành như sau:
- Suy luận giả định (abduction) là việc đưa ra những phỏng đoán.[21] Điều này không bị ràng buộc nhiều bởi các quy tắc logic.[22] Ngay cả khi có sự chuẩn bị kỹ càng, những phỏng đoán này thường sai nhiều hơn đúng.[23] Tuy nhiên, những phỏng đoán thành công vượt qua may mắn ngẫu nhiên và dường như đến từ sự hoà hợp với tự nhiên, mà một số gọi là bản năng.[24] Một số người còn gọi đó là trực giác trong bối cảnh này.[25]

- Suy luận giả định đưa ra một ý tưởng mới hoặc bên ngoài để giải thích một cách hợp lý, bản năng và tiết kiệm cho một hiện tượng bất ngờ hoặc phức tạp. Đây là mục tiêu ngắn hạn của nó.[24]

- Mục tiêu dài hạn của suy luận giả định là tiết kiệm thời gian trong quá trình điều tra. Điều này dựa trên lý luận quy nạp: nó thường hoạt động tốt, là nguồn duy nhất cho các ý tưởng mới và không có gì thay thế được trong việc khám phá ra các chân lý mới.[26] Điều này đặc biệt quan trọng trong việc phối hợp với các hình thức suy luận khác trong quá trình điều tra. Đây là suy luận để chọn ra những giả thuyết cần thử nghiệm.

- Chủ nghĩa thực dụng là logic của suy luận giả định. Khi một giải thích được tạo ra (mà Peirce cho rằng do bản năng hướng dẫn), nguyên tắc thực dụng cung cấp các quy tắc logic cần thiết và đủ cho suy luận giả định. Một giả thuyết, dù chưa chắc chắn, cần phải có những hệ quả có thể nhận thức[27] để được kiểm chứng[28][29] và, thông qua các thử nghiệm, giúp đẩy nhanh và tiết kiệm quá trình điều tra. Việc tiết kiệm này là lý do chính cho sự cần thiết của suy luận giả định và chi phối cách thức thực hiện nó.[30]

Viết vào năm 1910, Peirce thừa nhận rằng "trong hầu hết mọi thứ tôi đã in trước thế kỷ này, tôi có sự nhầm lẫn giữa giả thuyết và quy nạp" và ông truy ra sự nhầm lẫn này từ việc các nhà logic học có cái nhìn quá hẹp và hình thức về suy luận, khi cho rằng phải có các phán đoán rõ ràng từ tiền đề.
Từ những năm 1860, ông bắt đầu bằng cách xử lý các suy luận giả thuyết theo nhiều cách khác nhau, nhưng sau này ông đã loại bỏ một số cách vì cho rằng chúng không cần thiết hoặc có thể sai:
- Ví dụ, ông từng suy luận rằng nếu có nhiều đặc điểm xuất hiện cùng nhau thì sự xuất hiện của chúng có thể dẫn đến sự xuất hiện của một đặc điểm khác. [32] Ví dụ, nếu bất kỳ khi nào A xuất hiện đều cần có B, C, D, E thì việc quan sát thấy B, C, D, E có thể giải thích rằng A đã xuất hiện. Tuy nhiên, đến năm 1878, ông không còn cho rằng sự kết hợp này luôn đúng cho tất cả các suy luận giả thuyết.[33]Wikisource)

- Ông từng nghĩ rằng có thể tạo ra một giả thuyết có khả năng đúng (năm 1867 và 1883, nhưng không phải năm 1878). Tuy nhiên, đến năm 1900, ông tin rằng giá trị của giả thuyết không nằm ở xác suất mà ở chỗ không còn lựa chọn nào khác và nó dẫn đến kết quả thực tế.[34] Đến năm 1903, ông nói về "có khả năng" theo nghĩa là tiến gần đến sự thật, nhưng theo một cách không rõ ràng.[35] Đến năm 1908, ông cho rằng tính hợp lý là một điều mà bản năng sẽ tự cảm nhận.[24] Trong một bài báo vào khoảng năm 1901, ông thảo luận về "bản năng" và "tính tự nhiên", cùng với các cân nhắc như chi phí thử nghiệm thấp, sự thận trọng về mặt logic, sự đơn giản, và sau đó ông gọi những điều này là phương pháp luận.[36]

- Ông từng xem suy luận quy nạp từ các đặc điểm như là một phương pháp phỏng đoán, nhưng đến năm 1900 ông đã thay đổi cách nhìn nhận về nó.[34]

- Ông đã từng xem việc sử dụng một quy tắc đã biết trong một tiền đề là không cần thiết; thay vào đó, ông tin rằng nên giả thuyết hóa một quy tắc mới trong kết luận. Nhưng đến năm 1903, ông chấp nhận cả hai cách tiếp cận.[22][37]

- Ông từng coi các suy luận giả định như là một biến thể của suy luận tam đoạn luận.[33] Nhưng đến năm 1903, ông đưa ra một biến thể mới thay thế, là modus ponens.[22] Và đến năm 1911, ông không còn tin rằng có bất kỳ hình thức nào có thể bao quát hết các suy luận giả định.[38]

#### Phân loại tự nhiên của các lập luận(1867)
Năm 1867, trong bài viết "Phân loại tự nhiên của các lập luận", Peirce cho rằng suy luận giả thuyết luôn xử lý với một nhóm các đặc điểm (gọi là P′, P′′, P′′′, v.v.) được biết đến là xảy ra ít nhất khi một đặc điểm nhất định (M) xuất hiện. Lưu ý rằng các tam đoạn luận cổ điển có các yếu tố truyền thống gọi là trung gian, vị ngữ và chủ ngữ. Ví dụ: Tất cả con người [trung gian] đều sẽ chết [vị ngữ]; Socrates [chủ ngữ] là một con người [trung gian]; do đó Socrates [chủ ngữ] cũng sẽ chết [vị ngữ]". Bên dưới, 'M' đại diện cho trung gian; 'P' là vị ngữ; 'S' là chủ ngữ. Peirce cho rằng mọi suy luận suy diễn có thể được đưa vào dạng tam đoạn luận Barbara (AAA-1). 

| [Suy diễn]. [Bất kỳ] M là P [Bất kỳ] S là M {\displaystyle \therefore } [Bất kỳ] S là P. | Quy nạp. S′, S′′, S′′′, v.v. được chọn ngẫu nhiên như là của M; S′, S′′, S′′′, v.v. là P: {\displaystyle \therefore } Bất kỳ M nào cũng có thể là P. | Giả thuyết. Bất kỳ M nào là, ví dụ, P′, P′′, P′′′, v.v.; S là P′, P′′, P′′′, v.v.: {\displaystyle \therefore } S có thể là M. |

#### Suy diễn, Quy nạp và Giả thuyết(1878)
Vào năm 1878, trong bài viết "Suy diễn, Quy nạp và Giả thuyết", Peirce đã làm rõ rằng không cần phải có nhiều chi tiết để một suy luận trở thành một giả thuyết. Tuy nhiên, việc có nhiều thông tin vẫn rất hữu ích. Ông cũng không còn cho rằng suy luận giả thuyết chỉ dừng lại ở một giả thuyết "có khả năng xảy ra". Trong các hình thức suy luận, ông nhận ra rằng quy nạp thường liên quan đến việc chọn ngẫu nhiên, còn suy luận giả thuyết liên quan đến việc phản ứng trước một "tình huống rất kỳ lạ". Các hình thức này nhấn mạnh rằng các chế độ suy luận là những cách sắp xếp lại các mệnh đề với nhau (mà không có sự nhấn mạnh nào trong ngoặc dưới đây).
| Suy diễn. Quy tắc: Tất cả các hạt đậu từ túi này đều màu trắng. Trường hợp: Các hạt đậu này đến từ túi này. {\displaystyle \therefore } Kết quả: Các hạt đậu này đều màu trắng. | Quy nạp. Trường hợp: Các hạt đậu này được [chọn ngẫu nhiên] từ túi này. Kết quả: Các hạt đậu này đều màu trắng. {\displaystyle \therefore } Quy tắc: Tất cả các hạt đậu từ túi này đều màu trắng. | Giả thuyết. Quy tắc: Tất cả các hạt đậu từ túi này đều màu trắng. Kết quả: Các hạt đậu này [một cách kỳ lạ] đều màu trắng. {\displaystyle \therefore } Trường hợp: Các hạt đậu này đến từ túi này. |

#### Lý thuyết về suy luận có khả năng(1883)
Peirce đã từ lâu xử lý suy luận giả định như là một loại suy luận quy nạp từ các đặc điểm (chứ không phải là từ các đối tượng cụ thể). Điều này được nhấn mạnh trong bài viết năm 1883, "Lý thuyết về suy luận có khả năng". Ở đó, Peirce quay trở lại việc sử dụng xác suất trong kết luận của giả thuyết. Bài viết này, giống như "Suy diễn, Quy nạp và Giả thuyết" (1878), được rất nhiều người đọc (tham khảo các tác phẩm lịch sử về thống kê của Stephen Stigler). Ngày nay, suy luận giả định vẫn thường được hiểu là loại suy luận quy nạp từ các đặc điểm và dùng để mở rộng một quy tắc đã biết để bao quát những trường hợp chưa được giải thích.
Sherlock Holmes đã sử dụng phương pháp suy luận này trong các câu chuyện của Arthur Conan Doyle, mặc dù Holmes lại gọi nó là "suy luận suy diễn".

#### Minute Logic(1902) và sau đó
Năm 1902, Peirce viết rằng ông bắt đầu coi các dạng suy luận tam đoạn luận và học thuyết về phạm vi và khái niệm (tức là các đối tượng và đặc điểm mà các thuật ngữ nhắc đến) ít quan trọng hơn so với suy nghĩ trước đó. Vào năm 1903, ông đã đưa ra hình thức sau cho suy luận giả định:
Sự thật đáng ngạc nhiên, C, được quan sát thấy; 
Nhưng nếu A là đúng, thì C sẽ là điều tất yếu,
Do đó, có lý do để nghi ngờ rằng A là đúng.

Giả thuyết được hình thành nhưng không được khẳng định trong một tiền đề, sau đó giả thuyết đó được xem xét là có thể đúng trong kết luận. Giống như tam đoạn luận, kết luận dựa trên một số tiền đề. Tuy nhiên, điểm khác biệt là giả thuyết luôn bao gồm một ý tưởng mới hoặc một điều gì đó vượt ngoài những gì đã biết hoặc đã quan sát trước đó. Quy nạp, theo một cách nào đó, chỉ mở rộng từ những gì đã quan sát thấy trong tiền đề, nhưng nó chủ yếu khuếch đại những ý tưởng đã có sẵn. Quy nạp kiểm tra một giả thuyết thông qua việc tìm kiếm thêm các sự kiện; trong khi đó, suy luận giả định tìm kiếm một giả thuyết để giải thích các sự kiện.
Lưu ý rằng giả thuyết ("A") có thể là một quy tắc. Điều này có nghĩa là giả thuyết không cần phải luôn luôn dẫn đến một quan sát gây ngạc nhiên ("C"), mà chỉ cần xuất hiện tự nhiên. Hoặc có thể quy trình này dựa trên một quy tắc đã biết, chỉ ám chỉ chứ không cần thiết phải là một quy tắc bắt buộc. Cùng năm đó, Peirce viết rằng việc tạo ra một giả thuyết có thể liên quan đến việc đưa một quan sát gây ngạc nhiên dưới một quy tắc mới được giả định, hoặc kết hợp một quy tắc đã biết với một trường hợp cụ thể của sự thật, để hiện tượng không còn bất ngờ mà thay vào đó là điều có thể đoán trước, hoặc ít nhất là có thể xảy ra.
Peirce không hoàn toàn tin tưởng vào bất kỳ hình thức nào như suy luận phân loại hay suy luận vào năm 1903. Vào năm 1911, ông viết: "Tôi hiện tại không cảm thấy hoàn toàn thuyết phục rằng bất kỳ hình thức logic nào có thể bao gồm tất cả 'Suy luận hồi ngược'. Vì điều tôi muốn nói với 'Suy luận hồi ngược' chỉ đơn giản là một phỏng đoán xuất hiện trong tâm trí."

#### Chủ nghĩa thực dụng
Năm 1901, Peirce viết: "Sẽ không có logic nào trong việc áp đặt các quy tắc và yêu cầu chúng phải được tuân theo, cho đến khi mục đích của giả thuyết yêu cầu chúng." Năm 1903, Peirce gọi chủ nghĩa thực dụng là "logic của giả định" và nói rằng nguyên lý thực dụng cung cấp quy tắc logic cần thiết và đủ cho giả định nói chung. Nguyên lý thực dụng là:
Hãy xem xét những hiệu ứng, có thể có các tác động thực tiễn, mà chúng ta có thể tưởng tượng đối tượng của quan niệm có. Sau đó, quan niệm của chúng ta về những hiệu ứng đó là toàn bộ quan niệm của chúng ta về đối tượng.

Điều này có nghĩa là cách để làm rõ một ý tưởng là xem xét các kết quả thực tế mà ý tưởng đó có thể gây ra. Ý tưởng của chúng ta về những kết quả này chính là cách chúng ta hiểu về ý tưởng đó. Peirce cho rằng cách tiếp cận này rất hữu ích trong quá trình điều tra để hình thành một ý tưởng có thể dẫn đến những hành động dựa trên thông tin. Trong nhiều bài viết vào những năm 1900, ông nói rằng việc thực hiện giả định (hay suy luận ngược) được điều chỉnh bởi các cân nhắc về kinh tế, đặc biệt là kinh tế học trong nghiên cứu. Ông coi kinh tế học là một khoa học chuẩn mực mà phần phân tích của nó có thể là một phần của phương pháp logic (tức là lý thuyết về điều tra).

#### Ba cấp độ logic về giả định
Peirce đã phân chia logic (triết học) thành ba bộ phận chính:
1. Stechiology, hay ngữ pháp suy đoán, nghiên cứu các điều kiện để xác định ý nghĩa. Điều này bao gồm phân loại các dấu hiệu như biểu tượng, triệu chứng, và cách chúng kết hợp với đối tượng và người giải thích của chúng.
2. Phê phán logic, hay logic đúng nghĩa, nghiên cứu tính hợp lý hoặc tính chính xác của suy luận, tức là các điều kiện để đảm bảo suy luận là đúng. Nó phê phán các kiểu suy luận khác nhau như suy luận diễn dịch, quy nạp và giả định.
3. Methodeutic, hay tu từ suy đoán, nghiên cứu cách xác định phương pháp diễn giải. Nó liên quan đến phương pháp luận trong quá trình điều tra, đặc biệt là cách kết hợp các kiểu suy luận.

Peirce đã nhận thấy rằng các phương pháp suy luận thường được phối hợp với nhau trong quá trình điều tra khoa học, và vào những năm 1900, ông cho rằng suy luận giả thuyết, đặc biệt, cần phải được phát triển thêm ở cấp độ phê phán suy luận. Để tăng độ tin cậy của kết luận từ giả thuyết, người ta cần suy ra các hệ quả liên quan đến bằng chứng cần được tìm thấy, và quy nạp có thể kiểm tra các dự đoán này thông qua quan sát để đánh giá giả thuyết. Đây là cách Peirce mô tả quá trình điều tra khoa học, bao gồm cả chủ nghĩa thực dụng, nhằm làm rõ các ý tưởng dựa trên những kết quả thực tế có thể tưởng tượng được.

##### Phân loại dấu hiệu
Từ năm 1866, Peirce đã nêu rằng:
1. Giả thuyết (suy luận giả định) là suy luận thông qua một biểu tượng (tức là một sự tương đồng).
2. Quy nạp là suy luận thông qua một chỉ số (một dấu hiệu có kết nối thực tế); một mẫu là một chỉ số của tổng thể mà nó được rút ra từ đó.
3. Diễn dịch là suy luận thông qua một ký hiệu (một dấu hiệu theo thói quen giải thích bất kể sự tương đồng hay kết nối với đối tượng của nó).

Năm 1902, Peirce đã viết rằng, trong suy luận giả định: "Người ta nhận thấy rằng các hiện tượng là 'giống nhau', tức là tạo thành một biểu tượng của một khái niệm chung, hoặc một Ký hiệu."

##### Phê bình các lập luận
Ở cấp độ phê bình, Peirce đã xem xét các dạng lập luận giả định (như đã nói ở phần trên) và kết luận rằng giả thuyết nên được "tiết kiệm hóa" để dễ chấp nhận, có nghĩa là giải thích sao cho hợp lý và tự nhiên. Vào năm 1908, Peirce giải thích rõ ràng điều này. Ông nói rằng nó không dựa trên việc quan sát nhiều lần có xác suất (điều này thuộc về quy nạp), mà dựa trên sự đơn giản theo kiểu "dễ hiểu và tự nhiên", giống như cách Galileo nói về ánh sáng tự nhiên của lý trí. Tuy nhiên, ông không hoàn toàn bỏ qua "sự đơn giản logic" mà chỉ coi nó là phụ; nếu quá thiên về logic, ta sẽ không thêm bất kỳ giải thích nào cho điều quan sát được. Dù một người có suy nghĩ kỹ đến đâu, vẫn sẽ đoán sai nhiều hơn đúng, nhưng những phỏng đoán của chúng ta lại thành công hơn nếu chỉ dựa vào may mắn ngẫu nhiên trong việc tiếp cận sự thật hoặc ít nhất là tiến bộ trong việc tìm hiểu. Điều này khiến Peirce tin rằng phỏng đoán thành công là do sự hòa hợp bản năng giữa suy nghĩ của tâm trí con người và thế giới tự nhiên, giúp chúng ta dễ tiếp cận sự thật hơn. Peirce nói rằng nếu không có "một khuynh hướng tự nhiên" như vậy, thì chúng ta sẽ không thể hy vọng hiểu được tự nhiên. Năm 1910, ông đưa ra ba khái niệm về xác suất, tính tương đồng, và tính khả dĩ. Ông định nghĩa tính khả dĩ là một lý thuyết "nên" được xem xét một cách nghiêm túc, ngay cả khi không có bằng chứng rõ ràng ngoài bản năng thôi thúc chúng ta suy nghĩ về nó một cách thuận lợi. Đối với Peirce, tính khả dĩ không liên quan đến việc quan sát nhiều lần hay xác suất, mà là mối liên hệ giữa giả thuyết và quá trình tìm kiếm sự thật.
Cụm từ "suy luận đến giải thích tốt nhất" (Peirce không dùng cụm từ này, nhưng nó thường được áp dụng cho suy luận giả thuyết) không phải lúc nào cũng nói về các giả thuyết đơn giản và tự nhiên nhất (như những giả thuyết có ít giả định nhất). Nhưng, theo những cách khác của "tốt nhất", như "đứng vững trước thử thách", thì thật khó để biết giả thuyết nào là tốt nhất khi chưa kiểm tra nó. Với Peirce, bất kỳ lập luận nào cho suy luận giả định là "tốt" vẫn chưa hoàn tất khi mới hình thành, mà phải dựa vào vai trò của nó trong quá trình điều tra (chẳng hạn như tính khả kiểm) để giúp tiến bộ.

##### Phương pháp luận điều tra
Ở cấp độ phương pháp luận, Peirce cho rằng một giả thuyết được đánh giá và chọn để thử nghiệm vì nó giúp tiết kiệm thời gian và công sức trong việc điều tra và tiến gần hơn đến sự thật, nhờ khả năng kiểm tra được và các biện pháp tiết kiệm khác, như chi phí, giá trị, và mối liên kết giữa các giả thuyết. Ở đây, các yếu tố như xác suất, vốn không được thảo luận trong lập luận giả định ở cấp độ phê bình, lại được cân nhắc. Ví dụ:
- Chi phí: Một phỏng đoán đơn giản nhưng ít khả năng đúng, nếu chi phí kiểm tra thấp, có thể được thử nghiệm trước để loại bỏ. Nếu nó lại vượt qua các bài kiểm tra, điều này rất quan trọng để biết sớm, tránh mất thời gian vào các giả thuyết có vẻ hợp lý hơn nhưng sai.
- Giá trị: Một phỏng đoán đáng kiểm tra nếu nó có tính khả dĩ dựa trên bản năng hoặc lý trí, trong khi các giả thuyết có vẻ hợp lý nhưng chỉ dựa trên cảm giác chủ quan có thể gây nguy hiểm.
- Quan hệ liên kết: Các giả thuyết có thể được chọn thử nghiệm dựa trên sự
  - thận trọng, ví dụ như trong trò chơi Hai Mươi Câu Hỏi mà Peirce đã nhắc đến,
  - phạm vi rộng, nghĩa là giả thuyết có thể áp dụng để giải thích nhiều hiện tượng khác nhau, và
  - tính đơn giản, nghĩa là một giả thuyết có vẻ đơn giản nhưng việc kiểm tra nó "có thể mang lại kết quả tốt", giúp ích trong việc theo đuổi các giả thuyết phức tạp hơn.[51]

#### Uberty
Peirce cho rằng lập luận giả định có mục đích là "tiết kiệm trong nghiên cứu"—tức là, nó dựa trên các giả thuyết có tiềm năng thành công cao trước khi được kiểm tra một cách quy nạp hay diễn dịch. Một khái niệm quan trọng mà Peirce đưa ra ở đây là "tính phì nhiêu" (uberty)—tức là giá trị dự đoán và giá trị thực tiễn của lập luận. Khái niệm này đang được củng cố thêm khi liên kết với Nguyên lý Năng lượng Tự do.

### Gilbert Harman (1965)
Gilbert Harman là một giáo sư triết học tại Đại học Princeton. Lập luận của Harman vào năm 1965 về vai trò của "suy luận đến giải thích tốt nhất" – tức là suy luận về sự tồn tại của điều cần thiết nhất để giải thích các hiện tượng quan sát được – đã có ảnh hưởng rất lớn.

### Stephen Jay Gould (1995)
Stephen Jay Gould, khi trả lời giả thuyết Omphalos, cho rằng chỉ những giả thuyết có thể được chứng minh là sai mới thuộc lĩnh vực của khoa học và chỉ những giả thuyết này mới là các giải thích đáng được suy luận.
"[Điều gì thật sự sai lầm với Omphalos? Chỉ một điều thực sự (và có lẽ nghịch lý): chúng ta không thể đưa ra cách nào để xác định liệu nó sai — hoặc đúng. Omphalos là ví dụ điển hình của một khái niệm hoàn toàn không thể kiểm chứng, vì thế giới sẽ trông hoàn toàn giống nhau trong mọi chi tiết dù hóa thạch và địa tầng có phải là dấu hiệu của quá khứ giả định hay là sản phẩm của một lịch sử kéo dài. ... Khoa học là một quy trình để kiểm nghiệm và loại bỏ các giả thuyết, không phải là một tập hợp kiến thức chắc chắn. Những tuyên bố có thể được chứng minh là sai thuộc về lĩnh vực của nó. ... Nhưng những lý thuyết không thể được kiểm tra về nguyên tắc không thuộc về khoa học. ... [Chúng ta] bác bỏ Omphalos vì nó vô ích, không phải vì nó sai."

## Ứng dụng

### Trí tuệ nhân tạo
Các ứng dụng trong trí tuệ nhân tạo bao gồm chẩn đoán lỗi, điều chỉnh niềm tin, và lập kế hoạch tự động. Ứng dụng trực tiếp nhất của suy luận giả định là phát hiện lỗi trong hệ thống một cách tự động: dựa trên một lý thuyết liên quan đến các lỗi và tác động của chúng, và một tập hợp các tác động đã quan sát, suy luận giả định có thể được sử dụng để tìm ra các lỗi có khả năng gây ra vấn đề.

### Y học
Trong lĩnh vực y học, suy luận giả định được coi là một thành phần của quá trình đánh giá và phán đoán lâm sàng. Hệ thống chẩn đoán Internist-I, hệ thống AI đầu tiên trong lĩnh vực y học nội khoa, đã sử dụng suy luận giả định để tìm ra nguyên nhân có khả năng nhất của một tập hợp triệu chứng từ bệnh nhân mà hệ thống thu thập qua cuộc đối thoại tương tác với chuyên gia.

### Lập kế hoạch tự động
Suy luận giả định cũng có thể được sử dụng để mô hình hóa lập kế hoạch tự động. Với một lý thuyết logic liên quan đến sự xuất hiện của hành động và các hiệu ứng của chúng (ví dụ, một công thức của tính toán sự kiện), vấn đề tìm ra một kế hoạch để đạt tới một trạng thái có thể được mô hình hóa như vấn đề suy luận một tập hợp các phép toán dẫn đến trạng thái cuối cùng là mục tiêu.

### Phân tích tình báo
Trong phân tích tình báo, phân tích các giả thuyết cạnh tranh và mạng Bayes, phương pháp suy luận giả định xác suất được sử dụng rộng rãi. Tương tự trong chẩn đoán y tế và suy luận pháp lý, các phương pháp này cũng được áp dụng, mặc dù có nhiều ví dụ về các lỗi, đặc biệt là những lỗi do ngụy biện tỉ lệ cơ sở và ngụy biện của công tố viên.

### Điều chỉnh niềm tin
Điều chỉnh niềm tin (belief revision), quá trình thích ứng niềm tin theo quan điểm thông tin mới, là một lĩnh vực khác mà suy luận giả định đã được áp dụng. Vấn đề chính của điều chỉnh niềm tin là thông tin mới có thể mâu thuẫn với hệ thống niềm tin trước đó, trong khi kết quả của quá trình tích hợp không thể gây ra sự mâu thuẫn. Quá trình cập nhật niềm tin này có thể được thực hiện bằng cách sử dụng suy luận giả định: khi một lời giải thích cho quan sát được tìm thấy, việc tích hợp nó không gây ra sự mâu thuẫn.
Bài báo của Gärdenfors cung cấp một cái nhìn tổng quan về lĩnh vực điều chỉnh niềm tin và mối quan hệ của nó với việc cập nhật cơ sở dữ liệu logic, đồng thời khám phá mối quan hệ giữa điều chỉnh niềm tin và logic phi đơn điệu.
Việc sử dụng phép giả định này không đơn giản, vì việc thêm các công thức mệnh đề vào các công thức khác chỉ làm cho sự không nhất quán tồi tệ hơn. Thay vào đó, phép giả định được thực hiện ở cấp độ sắp xếp thứ tự ưu tiên của các thế giới khả thể. Các mô hình ưu tiên sử dụng logic mờ hoặc các mô hình tiện ích.

### Triết học khoa học
Trong triết học khoa học, phép giả định là phương pháp suy luận chính để hỗ trợ chủ nghĩa hiện thực khoa học, và phần lớn các cuộc tranh luận về chủ nghĩa hiện thực khoa học tập trung vào việc liệu phép giả định có phải là một phương pháp suy luận chấp nhận được hay không.

### Ngôn ngữ học lịch sử
Trong ngôn ngữ học lịch sử, phép giả định trong quá trình tiếp thu ngôn ngữ thường được coi là một phần quan trọng của các quá trình thay đổi ngôn ngữ như phép phân tích lại và phép loại suy.

### Ngôn ngữ học ứng dụng
Trong nghiên cứu ngôn ngữ học ứng dụng, suy luận giả định đang bắt đầu được sử dụng như một lời giải thích thay thế cho suy luận quy nạp, khi kết quả dự kiến từ các nghiên cứu định tính đóng vai trò định hình hướng phân tích. Nó được định nghĩa là "Việc sử dụng một tiền đề không rõ ràng dựa trên các quan sát, theo đuổi các lý thuyết để cố gắng giải thích nó" (Rose et al., 2020, tr. 258)

### Nhân loại học
Trong nhân loại học, Alfred Gell trong cuốn sách có ảnh hưởng của ông Art and Agency đã định nghĩa giả định (theo Eco) là "một trường hợp suy luận tổng hợp 'nơi chúng ta thấy một số hoàn cảnh rất tò mò, mà có thể được giải thích bằng giả thuyết rằng đó là một trường hợp của một quy luật tổng quát'". Gell chỉ trích các nghiên cứu "nhân học" về nghệ thuật hiện có vì quá bận tâm với giá trị thẩm mỹ mà không chú trọng đủ đến mối quan tâm trung tâm của nhân học là khám phá "mối quan hệ xã hội", cụ thể là bối cảnh xã hội mà các tác phẩm nghệ thuật được tạo ra, lưu hành và đón nhận. Phép giả định được sử dụng như cơ chế để kết nối nghệ thuật với quyền hạn xã hội. Điều này có nghĩa là, phép giả định có thể giải thích cách các tác phẩm nghệ thuật khơi dậy một sensus communis: những quan điểm chung mà các thành viên chia sẻ, đặc trưng cho một xã hội nhất định.
Câu hỏi mà Gell đặt ra trong cuốn sách là, "nghệ thuật ban đầu 'nói' với con người như thế nào?" Ông trả lời rằng "Không có người hợp lý nào có thể cho rằng các mối quan hệ giống như nghệ thuật giữa con người và vật thể không liên quan đến ít nhất một số hình thức ký hiệu học". Tuy nhiên, ông bác bỏ bất kỳ gợi ý nào rằng ký hiệu học có thể được coi là một ngôn ngữ vì như vậy ông sẽ phải thừa nhận sự tồn tại của một sensus communis đã được thiết lập trước mà ông muốn khẳng định chỉ xuất hiện sau đó từ nghệ thuật. Phép giả định là câu trả lời cho vấn đề này vì tính chất tạm thời của khái niệm giả định (Peirce so sánh nó với việc đoán) có nghĩa là nó không chỉ có thể hoạt động bên ngoài bất kỳ khuôn khổ hiện có nào, mà còn có thể ám chỉ sự tồn tại của một khuôn khổ. Như Gell lập luận trong phân tích của mình, sự tồn tại vật lý của tác phẩm nghệ thuật thúc đẩy người xem thực hiện một phép giả định, mang lại cho tác phẩm nghệ thuật sự chủ định. Một bức tượng nữ thần, ví dụ, ở một số khía cạnh, thực sự trở thành nữ thần trong tâm trí người chiêm ngưỡng; và không chỉ đại diện cho hình thức của nữ thần mà còn cả ý định của bà (được suy ra từ cảm giác về sự hiện diện của bà). Do đó, thông qua phép giả định, Gell khẳng định rằng nghệ thuật có thể có loại quyền lực để gieo mầm cho những huyền thoại văn hóa. Quyền lực của sự tác động chính là quyền lực để thúc đẩy hành động và truyền cảm hứng cho sự hiểu biết chung đặc trưng cho bất kỳ xã hội nào.

### Lập trình máy tính
Trong các phương pháp hình thức, logic được sử dụng để chỉ định và chứng minh các thuộc tính của chương trình máy tính. Phép giả định đã được sử dụng trong các công cụ suy luận tự động để tăng mức độ tự động hóa của hoạt động chứng minh.
Một kỹ thuật được gọi là bi-giả định (bi-abduction), kết hợp giữa giả định và vấn đề khung (frame problem), đã được sử dụng để mở rộng các kỹ thuật suy luận cho các thuộc tính bộ nhớ trên hàng triệu dòng mã; giả định dựa trên logic đã được sử dụng để suy luận các điều kiện tiên quyết cho các hàm trong một chương trình, giúp giảm gánh nặng cho con người trong việc phải làm điều này. Kỹ thuật này đã dẫn đến việc thành lập một công ty khởi nghiệp chứng minh chương trình, sau đó được Facebook mua lại, và công cụ phân tích chương trình Infer, giúp ngăn chặn hàng ngàn lỗi trong các mã nguồn công nghiệp.
Ngoài việc suy luận các điều kiện tiên quyết của hàm, giả định còn được sử dụng để tự động hóa suy luận các bất biến cho các vòng lặp trong chương trình, suy luận về các đặc tả của mã chưa biết, và trong việc tổng hợp chính các chương trình.